# سليمان بن صرد
سليمان بن صُرَد بن الجون الخزاعي (ت 65 هـ)، يُكنى أبا المُطرِّف، صحابي من خُزاعة وزعيم حركة التوَّابين. أسلم في المدينة المنورة على يد النبي محمد، وكان اسمه يَسارًا، فلمَّا أسلم سمَّاه النبي محمد سليمان. وبعد فتح العراق، نزل سليمان بن صرد الكوفة، وابتنى فيها دارًا. وشهد مع علي بن أبي طالب معاركه كلَّها، وفي وقعة صِفِّين كان هو من بارزَ حوشب بن طخمة ذا ظليم الألهاني، وقتله.
كان ممَّن كاتب الحسين بن علي بن أبي طالب ليبايعه، فلمَّا عجَزَ عن نصرته نَدِم، فقاد جيش التوَّابين الذي التقى جيشَ عبيد الله بن زياد في معركة عين الوردة في ربيع الآخر سنة 65 هـ، وقُتل يومها سليمان بن صرد، وعمره 93 سنة، وكان الذي قتل سليمان يزيدُ بن الحصين بن نمير، رماه بسهم فمات وحمل رأسه إلى مروان بن الحكم.

## سيرته
كان سليمان من أوائل المستوطنين في الكوفة، حيث بنى دارًا على الأرض المخصصة لقبيلته. واحتج مع قرى أخرى على سياسة توزيع الأرض لسعيد بن العاص. وتشير عدة مصادر إلى أن سليمان قاتل إلى جانب علي في موقعة الجمل؛ ويرى آخرون أنه لم يكن حاضرا ووبخه الخليفة علي على غيابه. والإجماع على أنه شارك في غزوة صفين. اعترض سليمان بشدة على اتفاق التحكيم، وانتقد الحسن لتنازله عن الخلافة لصالح معاوية، وبعد وفاة الحسن، حاول دون جدوى إقناع الحسين بالثورة ضد الخليفة الأموي. بعد وفاة معاوية، كان سليمان أول الموقعين على رسالة حث فيها الكوفيون الحسين على القدوم إلى الكوفة، وكان أيضًا من بين الذين لم يهبوا لمساعدة الحسين.
ويروي أبو مُخنف (كما ذكر الطبري) أنه بعد مذبحة كربلاء، اجتمع خمسة من زعماء التوابين في منزل سليمان في الكوفة ورشحوا له أميرًا عليهم (أمير التوابين). حصل سليمان على رسائل دعم من شيعة المدائن والبصرة، لكن الحركة ظلت سرية حتى وفاة يزيد (ربيع الأول 64/ نوفمبر 683). في تلك المرحلة، طرد أشرف الكوفة عمرو بن حريث المخزومي (نائب عبيد الله بن زياد في الكوفة) واعترف بابن الزبير خليفة. وعين ابن الزبير عبد الله بن يزيد الخطمي الأنصاري واليا على الكوفة. وقبل وصول ابن يزيد بأسبوع دخل المدينة المختار بن أبي عبيد. دعا المختار شيعة الكوفة إلى دعمه في الانتقام للحسين، ورفض سليمان باعتباره رجلًا عجوزًا عديم الفائدة وليس لديه خبرة في السياسة أو الحرب ولن يؤدي إلا إلى قتل نفسه وأتباعه. حصل المختار على دعم بعض الشيعة، لكن معظمهم ظلوا موالين لسليمان الذي اعتبروه شيخ الشيعة، واستعد سليمان للقاء الجيش الأموي الذي تم إرساله إلى الجزيرة الفراتية.
وبحسب أبو مُخنف فإن سليمان وحزبه من الفرسان غادروا الكوفة في 1 ربيع الثاني 65هـ / 15 نوفمبر 684 م ونزلوا في النُخيلة، وفحص سليمان سجل (ديوان) الذين بايعوه ووجد أن من بين 16000 (أو 12000) المدرجين هناك، لم ينضم إليه سوى 4000 فقط. غادرت المجموعة النُخيلة بعد ثلاثة أيام وتوجهت إلى أقساس مالك (على ضفة الفرات)، حيث اكتشف سليمان أن ألفًا آخرين أو نحو ذلك في عداد المفقودين. وفي صباح اليوم التالي وصلوا إلى قبر الحسين في كربلاء، ثم وصلوا في النهاية إلى قرقسيا. ونصح والي البلدة القيسي زفر بن الحارث سليمان بالوصول إلى عين الوردة قبل عبيد الله بن زياد للسيطرة على عيونها، وهناك ينتظر الشاميين في المواضع المحصنة، فعمل سليمان بهذه النصيحة. 
ووقعت المناوشات الأولى بين الجانبين بعد أيام قليلة من وصول جيش التوابين إلى عين الوردة، حيث أوقع رجال سليمان خسائر في صفوف الجيش الأموي. ثم أرسل عبيد الله بن زياد الحصين بن نمير على رأس جيش قوامه 12 ألف رجل. اندلع القتال في 22 جُمادى الأولى 65 هـ / 4 يناير 685. في اليوم الأول نجح رجال سليمان، ولكن سرعان ما أحضر الأمويون تعزيزات قوامها حوالي 10000 رجل. وفي المعركة التي تلت ذلك، قُتل أو جُرح عدد كبير من جنود الجيش الأموي، لكن سليمان أصيب بجروح قاتلة بسهم رماه عليه يزيد بن الحصين بن نمير (24 جُمادى الأولى 65 هـ / 6 يناير 685 م). ووفقًا للتعليمات التي أصدرها سليمان مسبقًا، تولى المسيب بن نجبة فأمر فقاتل حتى قتل هو أيضاً؛ انتهت المعركة بهزيمة كاملة للتوابين.
يظهر من رواية أبي مُخنف أنه مضى بين خروج سليمان من الكوفة ووفاته نحو ستة أسابيع. وهذا يخالف ما في البلاذري. وهنا أيضًا يُذكر تاريخ خروج سليمان من الكوفة في 1 ربيع الثاني 65 هـ/ 15 نوفمبر 684؛ ومع ذلك، يقال إن المواجهات الأولى بين السوريين والتوابين حدثت بعد وفاة مروان بعد خمسة أشهر. إذا كانت هذه التقارير موثوقة، فمن المحتمل أن وفاة سليمان قد حدثت في ربيع أو صيف 65 هـ / 685م، على الأقل بعد عدة أشهر من التاريخ المذكور في الطبري.

## روايته للحديث النبوي
- روى عن: النبي محمد وعلي بن أبي طالب والحسن بن علي بن أبي طالب[10] وأبي بن كعب وجبير بن مطعم[4]
- روى عنه: يحيى بن يعمر وعدي بن ثابت وأبو إسحاق السبيعي[4] وعبد الله بن يسار الجهني[2] وتميم بن سلمة وشقير العبدي وشمر الضبي وضبثم الضبي وأبو الضحى مسلم بن صبيح وأبو حنيفة والد عبد الأكرم بن أبي حنيفة وأبو عبد الله الجدلي.[10]
- مروياته: روى له الجماعة في كتبهم.[10]